# Acanthopsis horrida
Acanthopsis horrida är en akantusväxtart som beskrevs av Christian Gottfried Daniel Nees von Esenbeck. Acanthopsis horrida ingår i släktet Acanthopsis och familjen akantusväxter. Inga underarter finns listade i Catalogue of Life.